# Solieria borealis
Solieria borealis là một loài ruồi trong họ Tachinidae.